# Горюшкин (хутор)
Горюшкин — хутор в Воробьёвском районе Воронежской области России.
Входит в состав Никольского 1-го сельского поселения с 2009 года.

## География
Расположен на правом берегу реки Подгорная.

### Улицы
- ул. Зелёная Дубрава[3]

## Известность
Археологам хорошо знаком этот хутор как место, вблизи которого были найдены 7 древних курганов.

## Благоустройство
Через хутор и другие села поселения проложен газопровод. Сами же жители в основном занимаются сельским хозяйством.

## Население
| 2010 |
| ---- |
| 64   |